# Accord de libre-échange entre l'Inde et l'ASEAN
L'accord de libre-échange entre l'Inde et l'ASEAN est un accord de libre-échange entre l´Inde et l'ASEAN signé le 13 août 2009 et entré en vigueur le 1er janvier 2010,. L'accord-cadre de cet accord a été signé le 8 octobre 2003. 
L'accord vise une réduction dégressive des droits de douane entre 2010 et 2013 pour la plupart des pays de l'ASEAN et des produits, il existe cependant de nombreuses exceptions par pays et par produit qui repousse parfois cette réduction jusqu'en 2024.